# 埃尔莫
埃尔莫是巴西圣卡塔琳娜州的一个市镇。总面积63.868平方公里，总人口1843人，人口密度28.9人/平方公里。